# Taeromys arcuatus
Taeromys arcuatus is een knaagdier uit het geslacht Taeromys dat voorkomt in Tanke Salokko, het hoogste deel van de Pegunungan Mekongga (1500 m hoogte), in het zuidoosten van Celebes. Zijn nauwste verwant is een onbeschreven soort uit het midden van Celebes.
Deze soort heeft een grijsbruine rug vacht. De flanken zijn wat lichter, de buik is nog wat lichter. De oren zijn groot. De handen en voeten zijn met witte haren bedekt. De schedel is smal; vooral de bek is lang en smal. De kop-romplengte bedraagt 203 mm, de staartlengte 245 mm en de achtervoetlengte 43,5 mm. Vrouwtjes hebben 0+2=4 mammae.